# يوتا كوايدو
يوتا كوايدو (باليابانية: 小出 悠太) (مواليد 20 أكتوبر 1994)، هو لاعب كرة قدم سابق كان يلعب كمدافع.

## وصلات خارجية
- يوتا كوايدو على موقع رابطة كرة القدم اليابانية للمحترفين (اليابانية)
- يوتا كوايدو على موقع قاعدة بيانات كرة القدم.إي يو (الإنجليزية)
- يوتا كوايدو على موقع Soccerway.com (الإنجليزية)
- يوتا كوايدو على موقع عالم كرة القدم.نت (الإنجليزية)